# رزوان (لنکران)
رزوان (به لاتین: Rəzvan) یک منطقه مسکونی در جمهوری آذربایجان است که در شهرستان لنکران و در دهیاری دشته‌توک واقع شده‌است.رزوان ۱۲ نفر جمعیت دارد.

## ریشه واژه
رز به‌معنای درخت انگور و وان در زبان تالشی یعنی زمین و مکان و معنای کلی آن به‌صورت زمین یا باغ انگور است.